# Maroslele
Maroslele község Csongrád-Csanád vármegye Makói járásban.

## Földrajza
Maroslele Magyarország délkeleti részén, Csongrád-Csanád vármegyében, a Tisza és a Maros között, az utóbbi jobb partján fekszik. A falutól nem messze torkollik a Maros a Tiszába. A két folyó szabályozása előtt gyakran árvízjárta vidék volt, ahol hatalmas nádasok, ingoványos mocsarak borították a tájat. A falu réti agyagra épült, amely száraz időben mélyen berepedezik, tartós esőzés után pedig könnyen sártengerré változik.
A nyár igen meleg, a napsütéses órák száma eléri a 2050-et. Az évi középhőmérséklet 11,4 fok. Évente 5–600 milliméter csapadék esik.
Szomszédai: észak felől Hódmezővásárhely, északkelet felől Óföldeák, délkelet felől Makó, dél felől Ferencszállás és Klárafalva, délnyugat felől Deszk – mindhárom utóbbi a Maros túlsó, bal partján –, nyugat felől Szeged Tápairét nevű városrésze, északnyugat felől pedig Algyő Tisza-balparti településrészei, Rákóczitelep és Nagyfa.

### Megközelítése
A település a környező városok közül Makóról a legkönnyebben megközelíthető, a Hódmezővásárhelytől idáig húzódó 4414-es úton; a község távolsága Makótól körülbelül 12 kilométer nyugati, Vásárhelytől pedig mintegy 18 kilométer déli irányban. Északkeleti szomszédai, Földeák és Óföldeák felől a 4416-os úton érhető el a község.
Korábban Szeged felől, a tápéi kompon átkelve is meg lehetett közelíteni a falut, a 4412-es úton (körülbelül 17 kilométeres utazással), de ez a lehetőség 2013. december 2-án megszűnt, mert a tápéi komp leállt. A 2011 áprilisában átadott M43-as autópálya azonban kiváltotta ezt az útvonalat, mivel közvetlenül Maroslele belterülete mellett halad el, és csomópontja is van itt: az M5-ös autópályától számított 24. kilométerszelvénynél lehet közvetlenül lehajtani a sztrádáról a községbe.
Hódmezővásárhelyről szinte óránként indul buszjárat Makóra, amely a községen halad át; Maroslele belterületén 5 megállóhelye található. A településről még indulnak járatok Hódmezővásárhelyen keresztül Szentesre, Csongrádra, Kecskemétre és Budapestre is. Földeákról is jár busz, amely a községen át az M43-as autópálya segítségével Szegedre megy (5012-es Maroslele-Szeged-buszjárat). Közösségi közlekedését a Volánbusz biztosítja.

## Története
Először 1274-ben említik Lele (Leleu, Lelee in Chanad) néven a Maros közeli községet. A község nevének eredete máig sem tisztázott, de az elnevezés alapjául szolgáló személynév valószínűleg a lélek szó családjába tartozó régi magyar Lél-ből származik.
A község az 1552-es török hadjárat után 1596-ban a tatárok által pusztul el végképp. A közeli Makó városának lakosai kétszáz évig csak legelőként hasznosítják területét, míg a 18. század végén makói zsellérek telepednek le a térségben és dohánytermesztéssel kezdenek foglalkozni. Nem sokkal később a Csanádi egyházmegye birtokába kerül a terület, majd 1873-ban jogilag is elismert község lett.
Lakói a 20. század elején megváltják a püspöktől az addig bérelt földjeiket. Dessewffy Sándor csanádi püspök a falu nagy jótevője volt: hozzájárult a templom és az iskola építéséhez, támogatta a falu lakosságát, akik hálából, az ő tiszteletére 1908-ban Püspöklelére változtatták a község nevét. Emlékét őrzi a templom előtt felállított kőkereszt is, amelyen Dessewffy arcképe is látható.
A két világháború sok helybeli életét követelte. 1944. október 8-án orosz csapatok vonultak be a községbe. 1950-ben a tanács megalakulása után a falu nevét Maroslelére változtatták.

## Közélete

### Polgármesterei
- 1990–1994: Szőnyi Erzsébet (független)[3]
- 1994–1998: Szőnyi Erzsébet (független)[4]
- 1998–2002: Szőnyi Erzsébet (független)[5]
- 2002–2006: Szőnyi Erzsébet (független)[6]
- 2006–2010: Dr. Martonosi György (Fidesz)[7]
- 2010–2014: Dr. Martonosi György (Fidesz–KDNP)[8]
- 2014–2019: Dr. Martonosi György Sándor (független)[9]
- 2019–2024: Drimba Tibor (független)[10]
- 2024– : Drimba Tibor (Fidesz–KDNP)[1]

## Nevezetességei
- Annus József emléktáblája

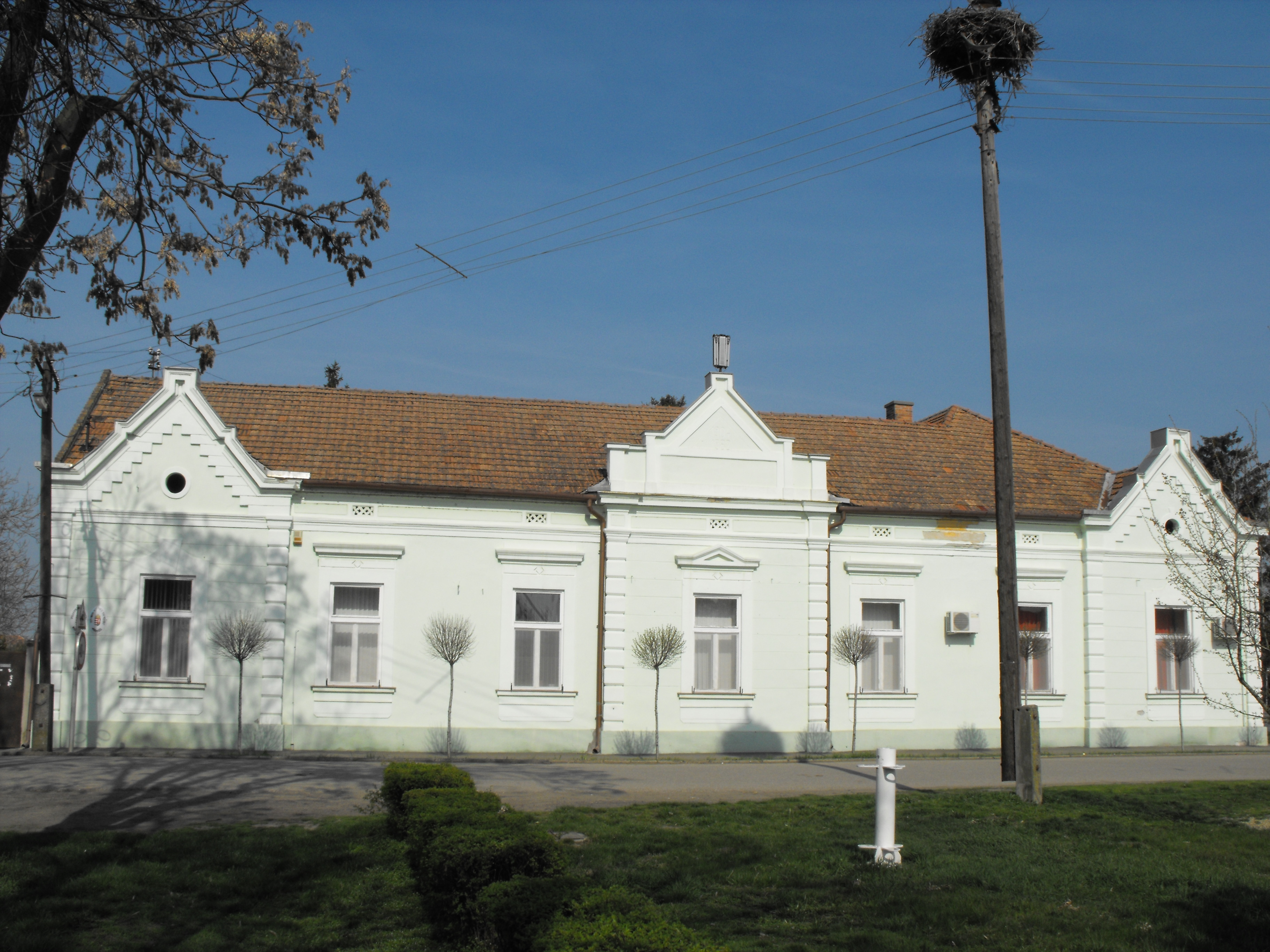
A községháza

- Dessewffy Sándor emlékére állított kereszt
- Az első világháborúban elesettek emléktáblája
- Feszület kőtalapzaton a község határában
- A gázprogram emléktáblája
- Helytörténeti gyűjtemény[11]
- Hősök kútja
- Római katolikus temploma 1900 és 1901 között épült neogót stílusban
- Az Általános Művelődési Központ, egy jellegzetes alföldi napsugaras ház
- Községháza
- A köztársaság kikiáltásának 10 éves évfordulójára emelt kopjafa
- A második világháború hősi halottjainak emléktáblája
- Petőfi Sándor emléktáblája
- Vetyeháti-erdő
- A szeptemberben megrendezett egyhetes Lelei Napok programsorozat
- Október második vasárnapján, a Mária naphoz kapcsolódóan megrendezett búcsú

## Híres emberek
- Itt született Annus József író, országgyűlési képviselő.
- Itt született Lengyel István színész.

## A község jelene

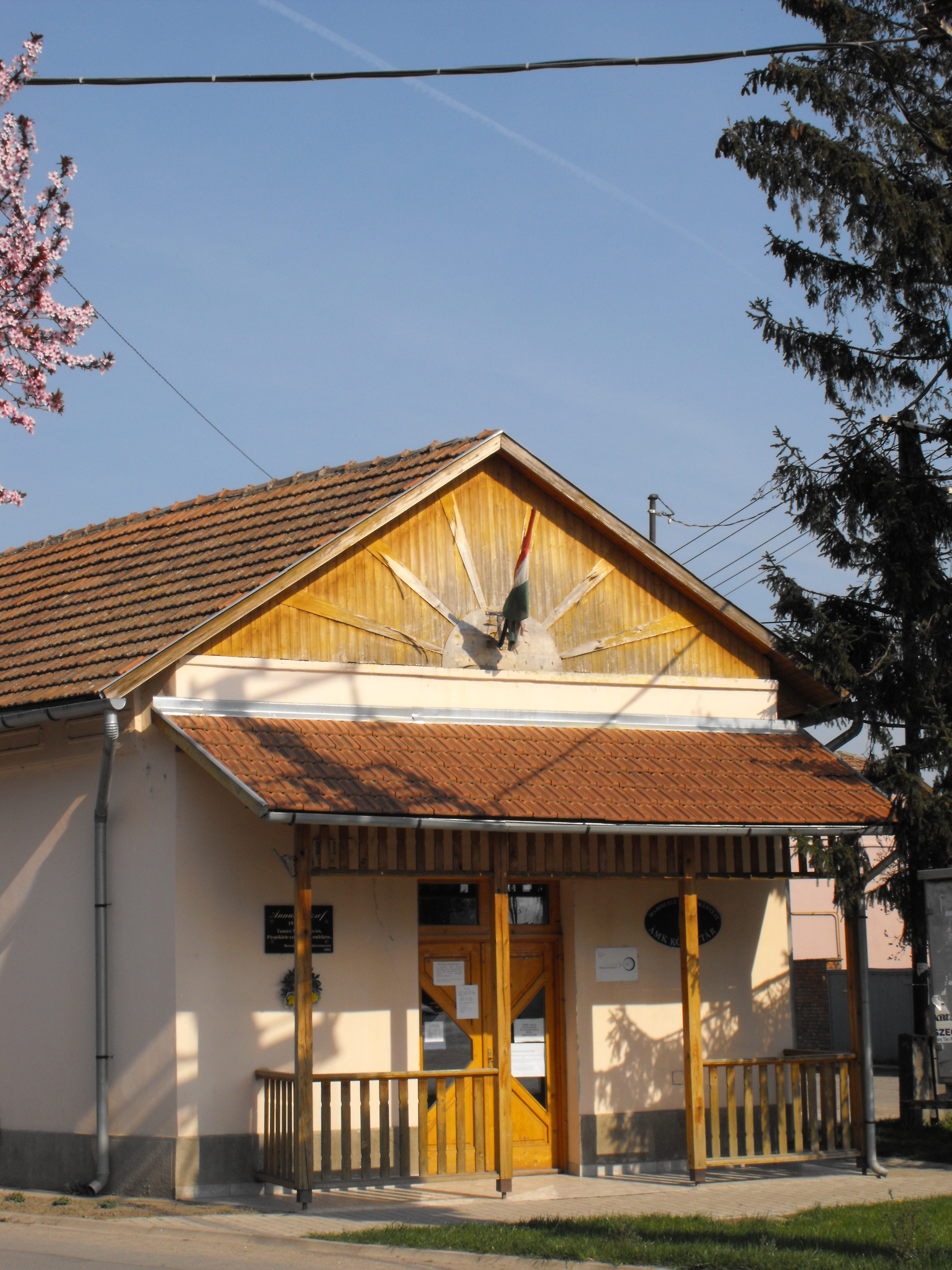
A község könyvtára

A község gazdasága a mezőgazdaságra épül. A termesztett növények közé tartozik a fűszerpaprika, különböző gabonafélék és takarmánynövények, valamint a híres lelei fokhagyma. Ez utóbbi növény a település címerében is helyt kapott.
A községet irányító választott képviselet mára elérte, hogy a legtöbb utca szilárd burkolatú, a házak nagy része földgázfűtésű és telefonnal felszerelt. 1986-ban megalakult az Általános Művelődési Központ (ÁMK), mely helyet ad az óvodának, az általános iskolának és a könyvtárnak is. Komoly gondot okoz a munkanélküliség növekedése, a pályakezdő munkanélküliek egyre gyarapodó száma. 1993-ban Maroslele munkaképeskorú lakosságának 16%-a volt állástalan. 2012-ben új termelő üzem, a Kereskedelmi és Gazdainformációs Központ névre hallgató önkormányzati vállalkozás jött létre a településen, amely 27 hektár állami földön gazdálkodik, és 30 embert foglalkoztat egy tökmagolaj sajtoló és palackozó üzemben.

## Népesség
| Lakosok száma | 2073 | 2078 | 2037 | 1986 | 2045 | 2012 | 2024 |
|               | 2013 | 2014 | 2017 | 2021 | 2022 | 2023 | 2024 |

### Nemzetiségi megoszlás
A község lakosságának 2001-ben 87,8%-a magyar, 0,2%-a német volt. A népesség 12,2%-a nem válaszolt vagy nemzetisége ismeretlen. A településen cigány kisebbségi önkormányzat működik.
A 2011-es népszámlálás során a lakosok 90,6%-a magyarnak, 1% cigánynak, 0,2% németnek, 0,2% románnak, 0,2% szerbnek mondta magát (9,4% nem nyilatkozott; a kettős identitások miatt a végösszeg nagyobb lehet 100%-nál).
2022-ben a lakosság 92,8%-a vallotta magát magyarnak, 0,7% cigánynak, 0,4% németnek, 0,3% románnak, 0,1% görögnek, 2,1% egyéb, nem hazai nemzetiségűnek (7,1% nem nyilatkozott; a kettős identitások miatt a végösszeg nagyobb lehet 100%-nál). Vallásuk szerint 26,2% volt római katolikus, 5,3% református, 0,3% ortodox, 0,2% evangélikus, 0,1% görög katolikus, 1,7% egyéb keresztény, 0,9% egyéb katolikus, 25,9% felekezeten kívüli (39,2% nem válaszolt).

### Felekezeti megoszlás
Maroslele felekezeti megoszlása 2001-ben a következőképpen alakult: 59,7% vallotta magát római katolikusnak, görögkatolikusnak 0,3%, református volt a település lakosságának 10,4%-a, evangélikus 1,1%-a. Más egyházhoz, felekezethez tartozott 1,1%, 12,6% nem volt vallásos. A lakosság 14,8%-a nem válaszolt, vagy ismeretlen volt a felekezeti megoszlása.
2011-ben a vallási megoszlás a következő volt: római katolikus 48,3%, református 9,4%, evangélikus 0,5%, görögkatolikus 0,2%, felekezeten kívüli 24,8% (15,4% nem nyilatkozott).